# Eloeophila suensoni
Eloeophila suensoni är en tvåvingeart som först beskrevs av Alexander 1926.  Eloeophila suensoni ingår i släktet Eloeophila och familjen småharkrankar. Inga underarter finns listade i Catalogue of Life.